# Ferdinand Povel
Ferdinand Povel (Haarlem, 13 februari 1947) is een Nederlandse jazz-saxofonist. Zijn instrumenten zijn de altsaxofoon en tenorsaxofoon, maar hij heeft ook klarinet en fluit gespeeld. In 2011 kreeg hij de VPRO/Boy Edgar Prijs.

## Biografie

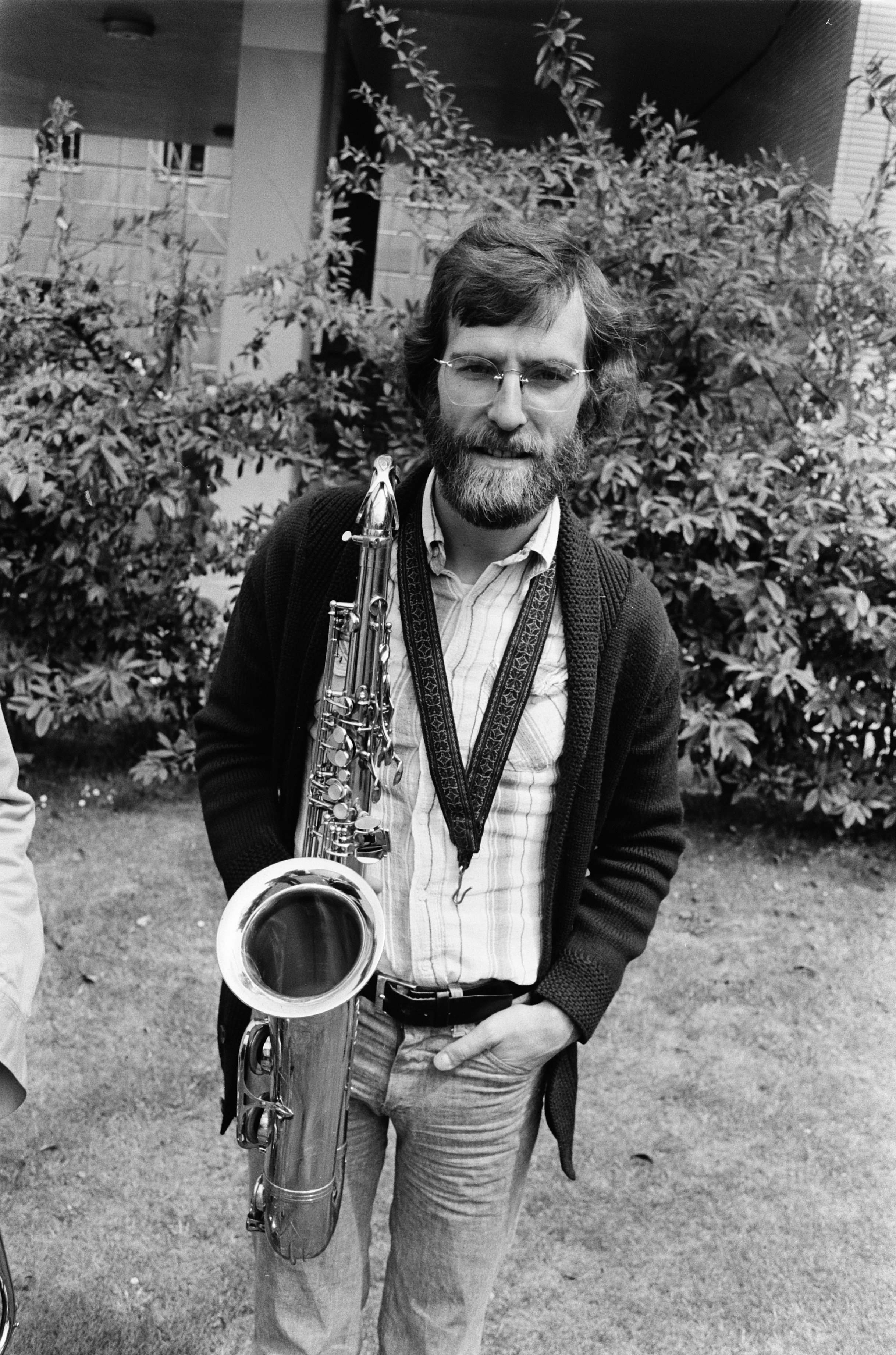
Ferdinand Povel (1975)

Povel, zoon van cineast en schrijver Wim Povel en pianiste Greetje Kerkhoff, was al op jonge leeftijd geïnteresseerd in jazz. Vanaf 1961 kreeg hij klarinet-les van Theo Loevendie. Op eigen houtje leerde hij saxofoon spelen. Verder deed hij veel ervaring op door met jazzmusici te spelen. 
In 1964 won hij met het kwartet van Martin Haak het Loosdrecht Jazzconcours. Vanaf 1966 maakte hij deel uit van het The New Sound Incorporated, een band van Bertil Peereboom Voller en Henk Elkerbout die onder meer voor radio-uitzendingen van de TROS en de AVRO optrad. Ook speelde hij vanaf dat jaar saxofoon en fluit in Het Hobby Orkest (met onder meer Herman Schoonderwalt). In 1969 toerde hij met het Summit Quintet van trompettist Dusko Goykovich, een groep waarin Philly Joe Jones achter de drumkit zat. In 1971 verving hij Johnny Griffin in de bigband van Kenny Clarke en Francy Boland. In 1972 speelde hij in het orkest van Kurt Edelhagen. In het jaar erop werkte hij in de bigband van Maynard Ferguson, waarmee hij in Amerika optrad en ook opnames maakte. In die jaren speelde hij ook al regelmatig bij Rhythm Combination and Brass van Peter Herbolzheimer: tot 1985 toerde hij regelmatig met deze bigband, waarmee hij eveneens opnames maakte. Ook was hij actief bij George Gruntz, het sextet van Jiggs Whigham en groepen van bijvoorbeeld Rob Madna en pianist Cees Slinger.
Vanaf 1978 tot het einde van de jaren tachtig speelde hij bij het radio-orkest van de AVRO, de Skymasters. In datzelfde jaar begon ook zijn carrière als docent aan Nederlandse conservatoria: hij gaf jazzimprovisatie in Rotterdam, Zwolle, Den Haag en Hilversum (later gefuseerd met het Sweelinck Conservatorium). Daarnaast speelde hij als solist bij het Metropole Orkest, Jazz Orchestra of the Concertgebouw, het Dutch Jazz Orchestra onder leiding van Jerry van Rooyen en bijvoorbeeld de BBC Big Band. 
Povel werkte in zijn carrière onder meer met Stan Getz, Ella Fitzgerald, Sarah Vaughan, Art Farmer, Woody Shaw, Jimmy Knepper, Dexter Gordon, Benny Bailey, Philip Catherine, Pepper Adams, Michael Brecker, Ron Carter, Georg Coleman, Joe Henderson, Soesja Citroen, Greetje Kauffeld, Ack van Rooyen, Piet Noordijk, Slide Hampton, Frans Elsen, Rein de Graaff, Tine Schneider en Wim Overgaauw. 
Sinds 2000 speelt hij in de band van trompettist John Marshall en heeft hij gespeeld in een groep met Ruud Jacobs, die ook jazzzangeres Rita Reys begeleidde.

## Onderscheidingen en prijzen

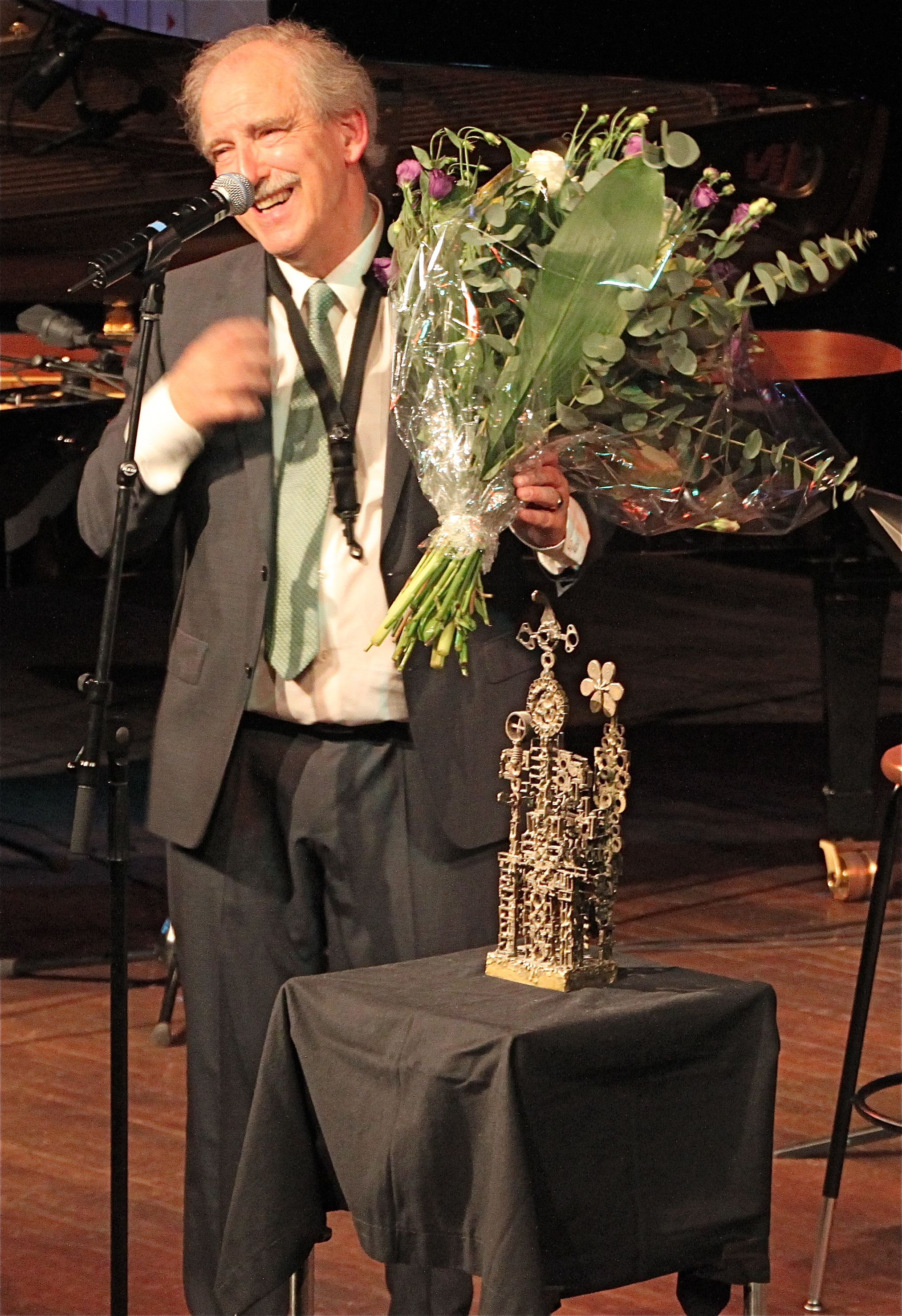
foto: Marianne van Genabeth
Uitreiking VPRO/Boy Edgarprijs 2011 aan Ferdinand Povel in het Bimhuis

- 1972: Muzikantenprijs Bohemia Jazzclub Amsterdam, 2e prijs
- 1973: Muzikantenprijs Bohemia Jazzclub Amsterdam, 1e prijs
- 1974: Haagse Jazzprijs gemeente Den Haag
- 1981: Nordring Radio Solistenprijs van Europese Radio Unie
- 2004: Lid in de Orde van Oranje-Nassau
- 2005: MeerJazz Prijs van gemeente Haarlemmermeer
- 2011: VPRO/Boy Edgar Prijs

## Discografie (selectie)
- 1969 - The Ferdinand Povel Quartet - Calling Joanna - EP 7" CAT RECORDS CAT-EP 2
- 1974 - Maynard Ferguson big band - M.F. Horn 4&5: Live At Jimmy's - Columbia 32732
- 1983 - Ferdinand Povel, Wim Overgaauw, Victor Kaihatu, Frans Elsen, Ruud Pronk - Beboppin' - LP Limetree Records 198403 - CD Timeless Jazz Master Collection CDSOL-6436
- 1984 - Ferdinand Povel Quintet -LP VARAJAZZ 4212
- 2000 - Live at Café Hopper (met Rob Madna Trio) - CD Challenge Daybreak DBCHR 75370
- 2006 - Marshall Arts - John Marshall / Ferdinand Povel Quintet - CD Blue Jack BJJR 047
- 2008 - Good Bait - Ferdinand Povel & Pete Christlieb with the Rein de Graaff Trio - CD Timeless CDSJP 484
- Ferdinand Povel Quartet - Some Other Blues - CD Blue Jack BJJR 019